# 吴喜林
吴喜林（1954年12月29日—），中华人民共和国政治人物。

## 生平
1974年，考入上海外国语学院。毕业后在对外经济贸易部工作。1979年，担任中国驻喀麦隆使馆经参处工作人员、随员。1988年，担任驻卢旺达使馆经商处二秘、一秘。1992年，担任外经贸部合作司副处长、处长。2000年2月，担任外经贸部、商务部合作司副司长。2005年7月，担任商务部合作司司长。2015年，因涉嫌受贿问题进行立案调查，同时移交检察机关办理。3月，北京检察机关依法对其涉嫌受贿犯罪立案侦查。2016年，因受贿342万元,商务部合作司原司长吴喜林被北京市二中院以受贿罪，判处有期徒刑十二年。